# Saint-Capraise-de-Lalinde
Saint-Capraise-de-Lalinde ist eine französische Gemeinde mit 526 Einwohnern (Stand 1. Januar 2022) im Département Dordogne in der Region Nouvelle-Aquitaine (vor 2016: Aquitanien). Die Gemeinde gehört zum Arrondissement Bergerac und zum Kanton Lalinde.
Der Name in der okzitanischen Sprache lautet Sent Grapasi de la Linda und leitet sich vom heiligen Caprasius ab.
Die Einwohner werden Capraisiens und Capraisiennes genannt.

## Geographie
Saint-Capraise-de-Lalinde liegt ca. 15 km östlich im Einzugsbereich (Aire urbaine) von Bergerac im Gebiet Bergeracois der historischen Provinz Périgord.
Umgeben wird Saint-Capraise-de-Lalinde von den Nachbargemeinden:
|            | Cause-de-Clérans                            |          |
| Mouleydier | Kompassrose, die auf Nachbargemeinden zeigt | Baneuil  |
| Saint-Agne |                                             | Varennes |

Saint-Capraise-de-Lalinde liegt am rechten Ufer der Dordogne und am Canal de Lalinde, einem Seitenkanal der Dordogne.

## Einwohnerentwicklung

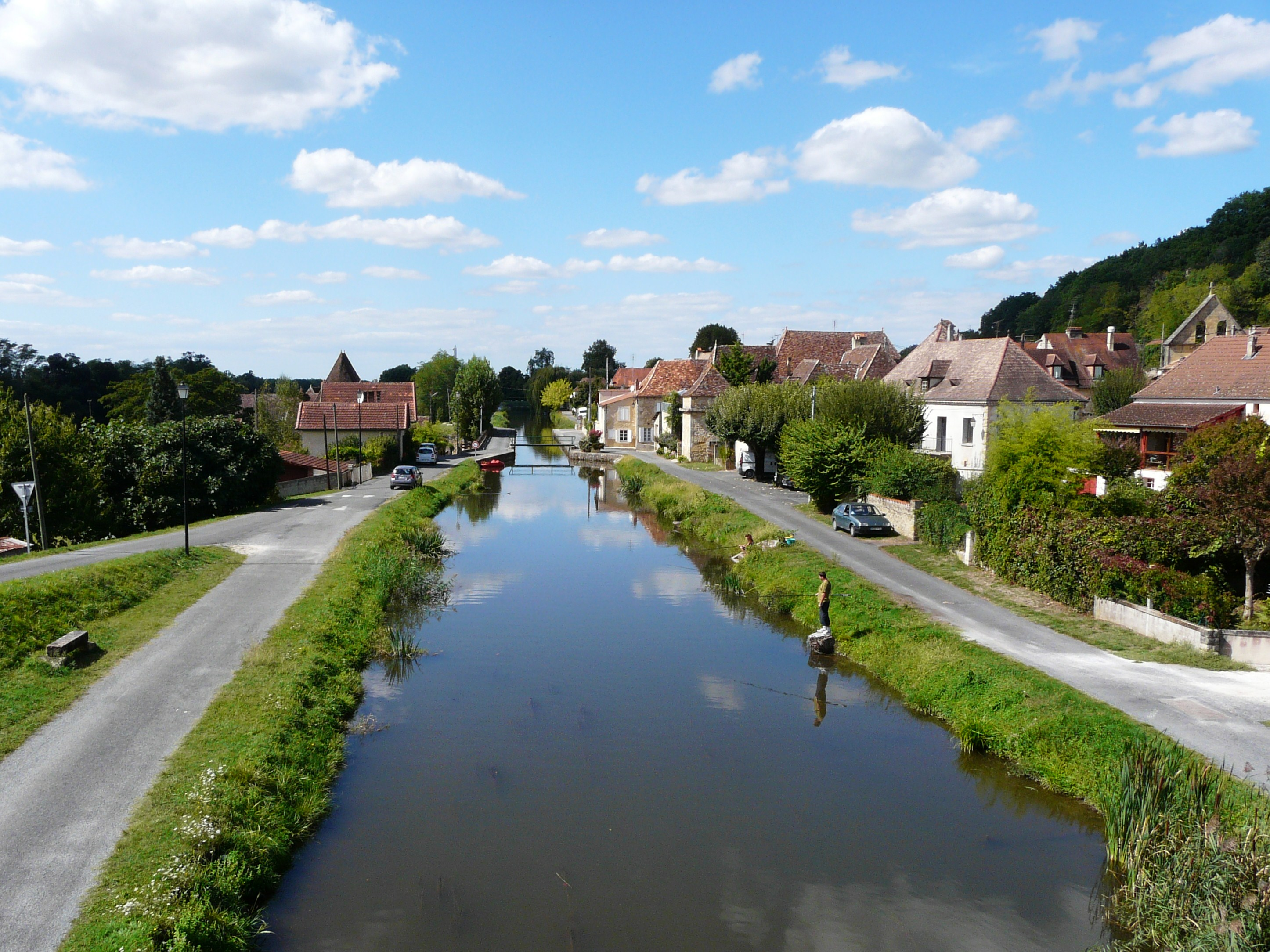
Canal de Lalinde flussabwärts vom Ortszentrum gesehen

Nach Beginn der Aufzeichnungen stieg die Einwohnerzahl in der Mitte des 19. Jahrhunderts auf einen ersten Höchststand von rund 450. Am Ende des gleichen Jahrhunderts kam es zu einer Phase der Stagnation mit einem Tiefststand von rund 290 Einwohnern. Zu Beginn des 20. Jahrhunderts begann eine längere Wachstumsphase mit einem Höchststand der Einwohner in den 1990er Jahren von rund 585 Einwohnern. Seitdem bewegt sich die Größe der Gemeinde auf einem Niveau von rund 530 Einwohnern.
| Jahr      | 1962 | 1968 | 1975 | 1982 | 1990 | 1999 | 2006 | 2010 | 2022 |
| --------- | ---- | ---- | ---- | ---- | ---- | ---- | ---- | ---- | ---- |
| Einwohner | 460  | 485  | 506  | 555  | 584  | 531  | 554  | 522  | 526  |

## Sehenswürdigkeiten
Drei Standorte des Canal de Lalinde datieren aus dem 19. Jahrhundert und sind als Monuments historiques eingeschrieben:
- das Becken zum Parken der Flussschiffe,
- das Trockendock und
- die Kanalbrücke und das benachbarte Uferbauwerk.

Weitere Sehenswürdigkeiten sind
- das Stauwehr von Tuilières zwischen den Gemeinden Saint-Capraise-de-Lalinde und Saint-Agne und
- die Pfarrkirche Saint-Caprais romanischen Ursprungs mit einem Glockengiebel aus dem 19. Jahrhundert.

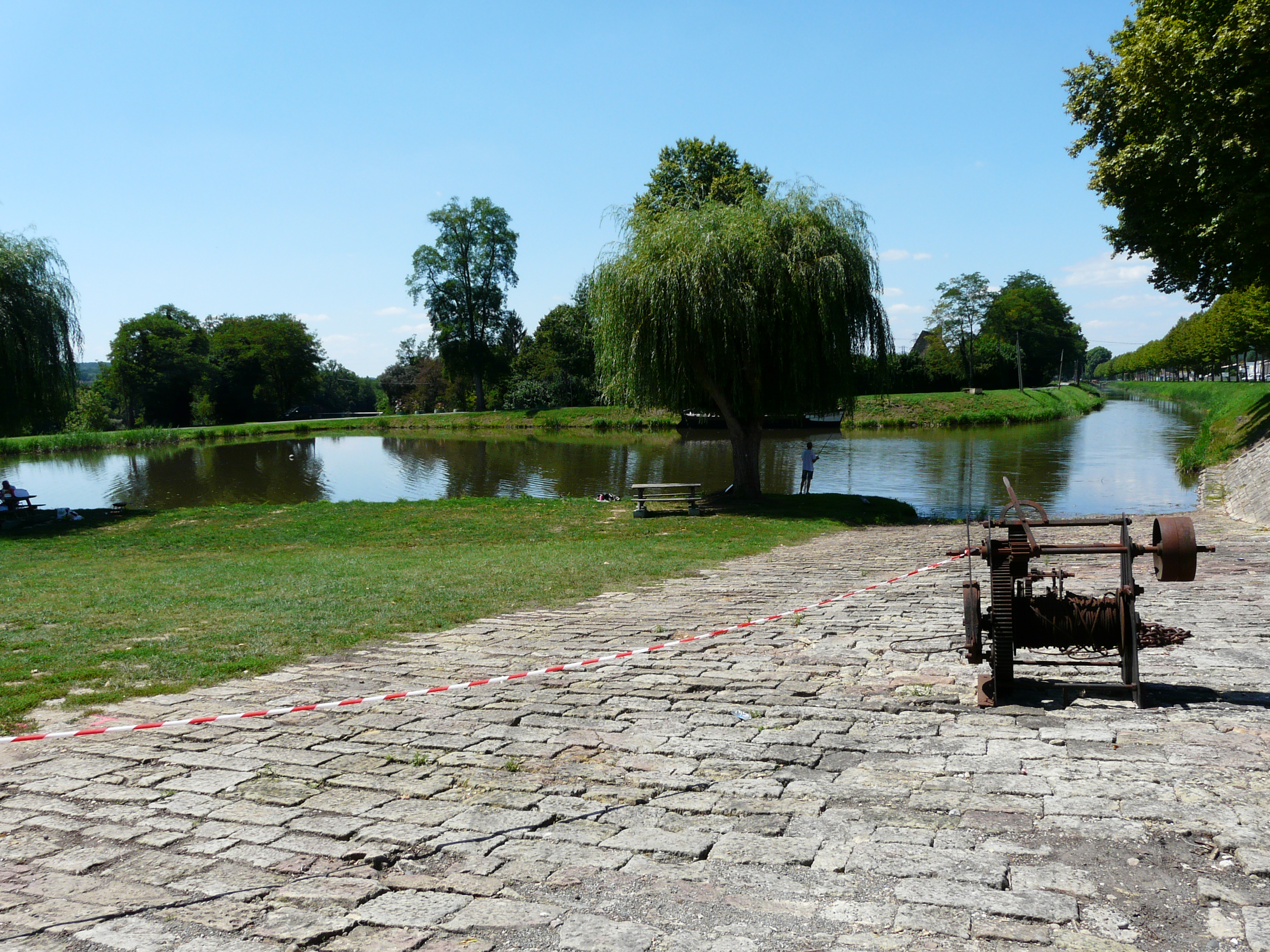
Becken zum Parken der Flussschiffe
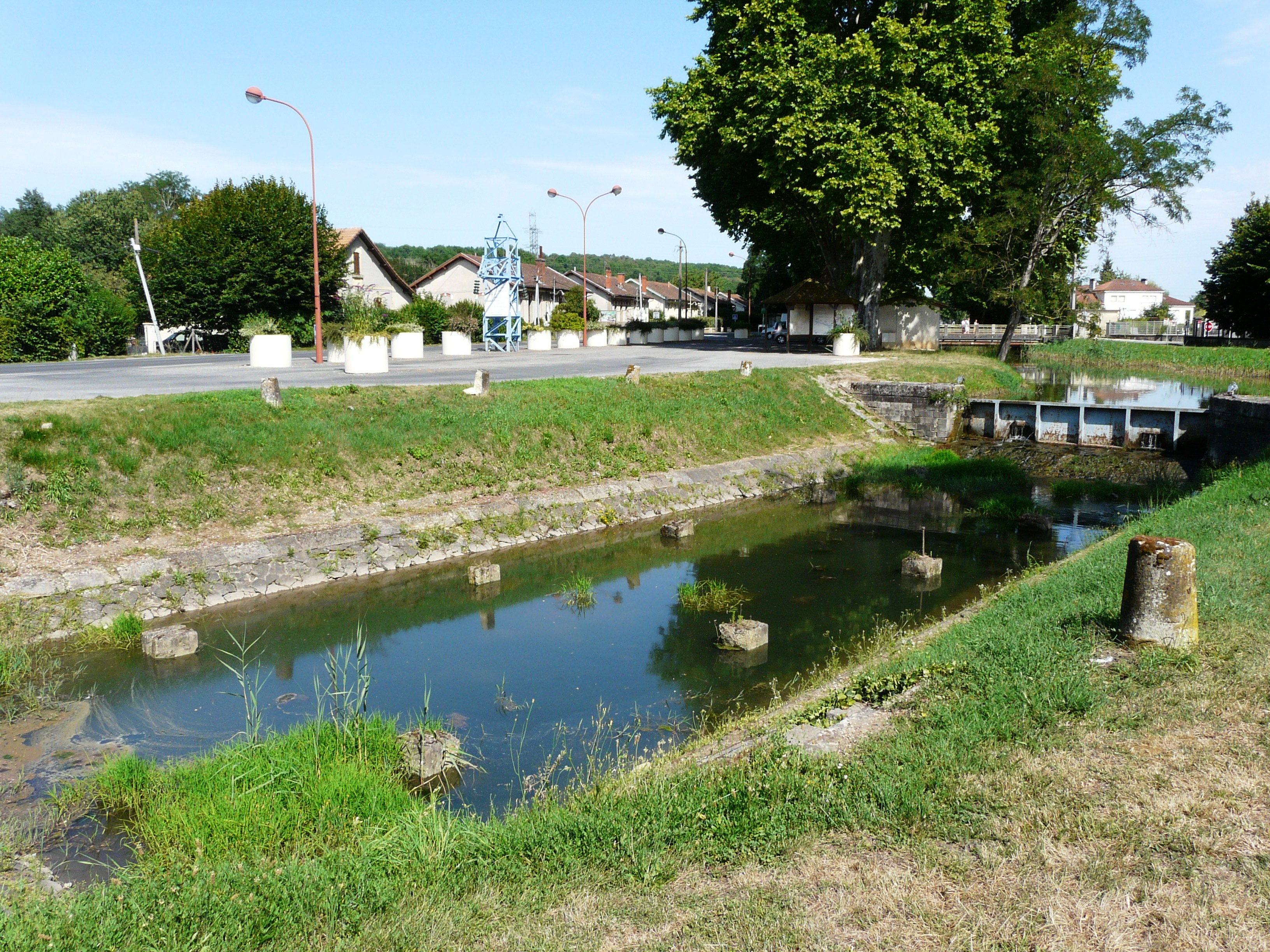
Trockendock
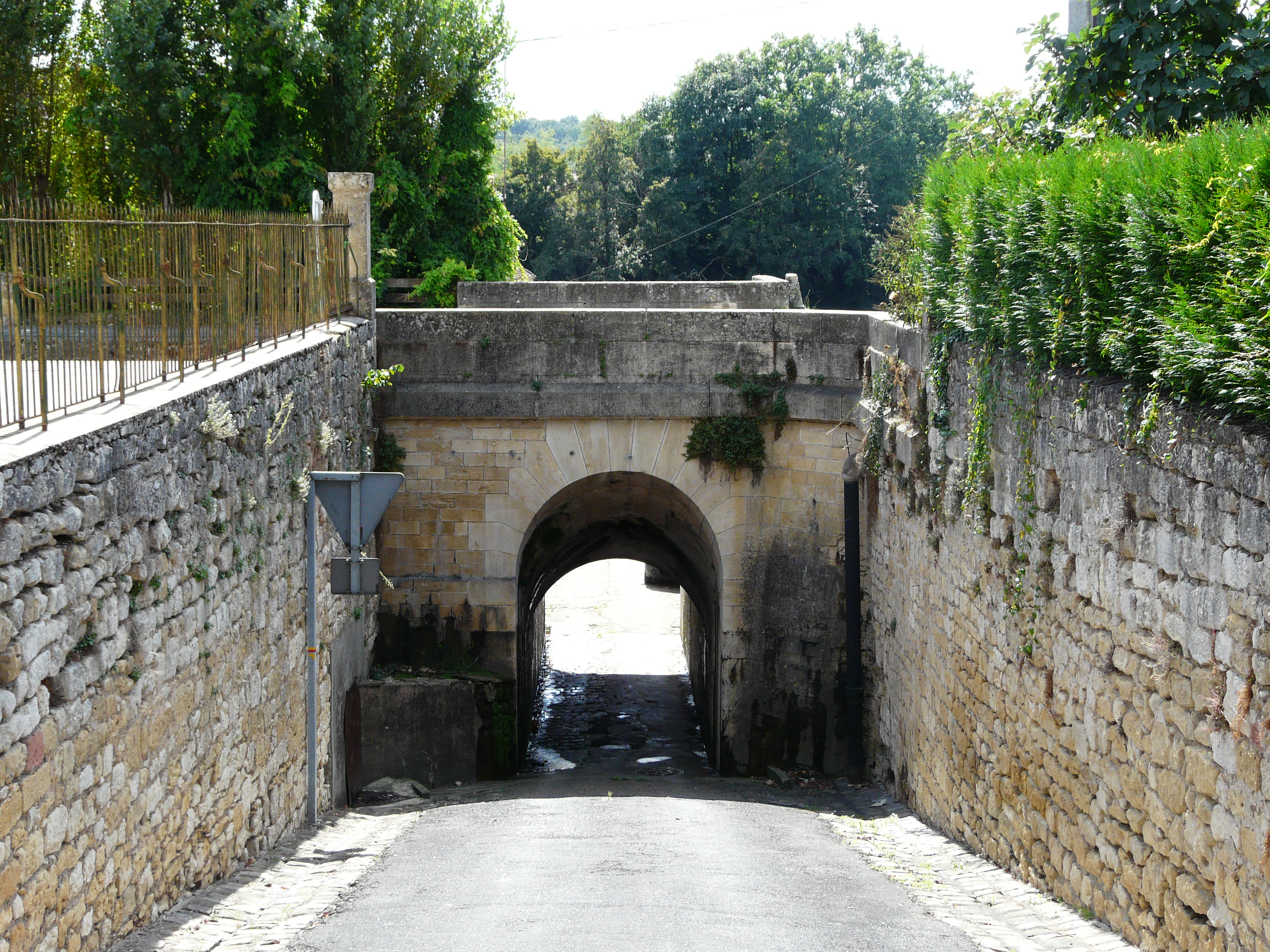
Kanalbrücke
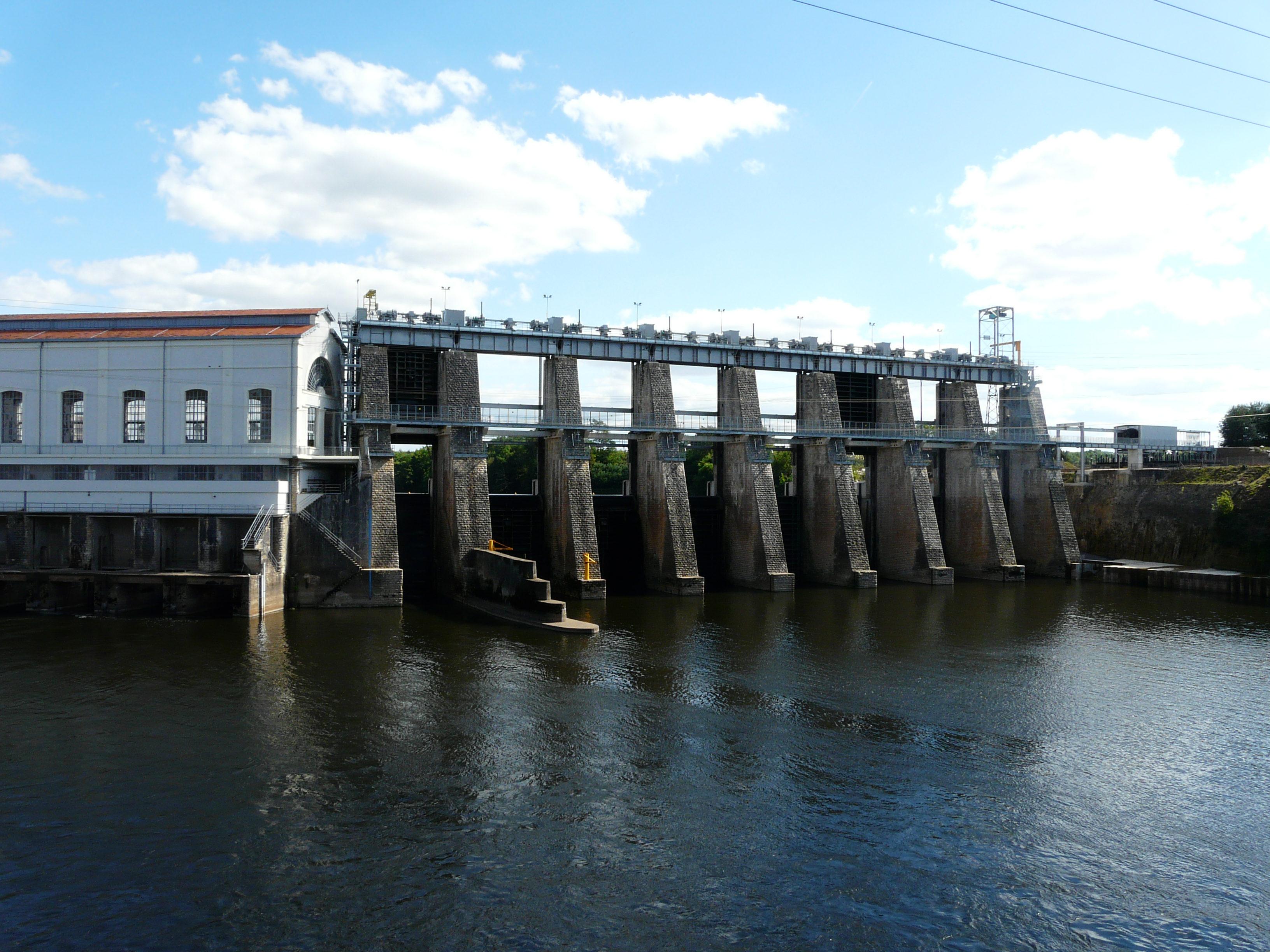
Stauwehr von Tuilières
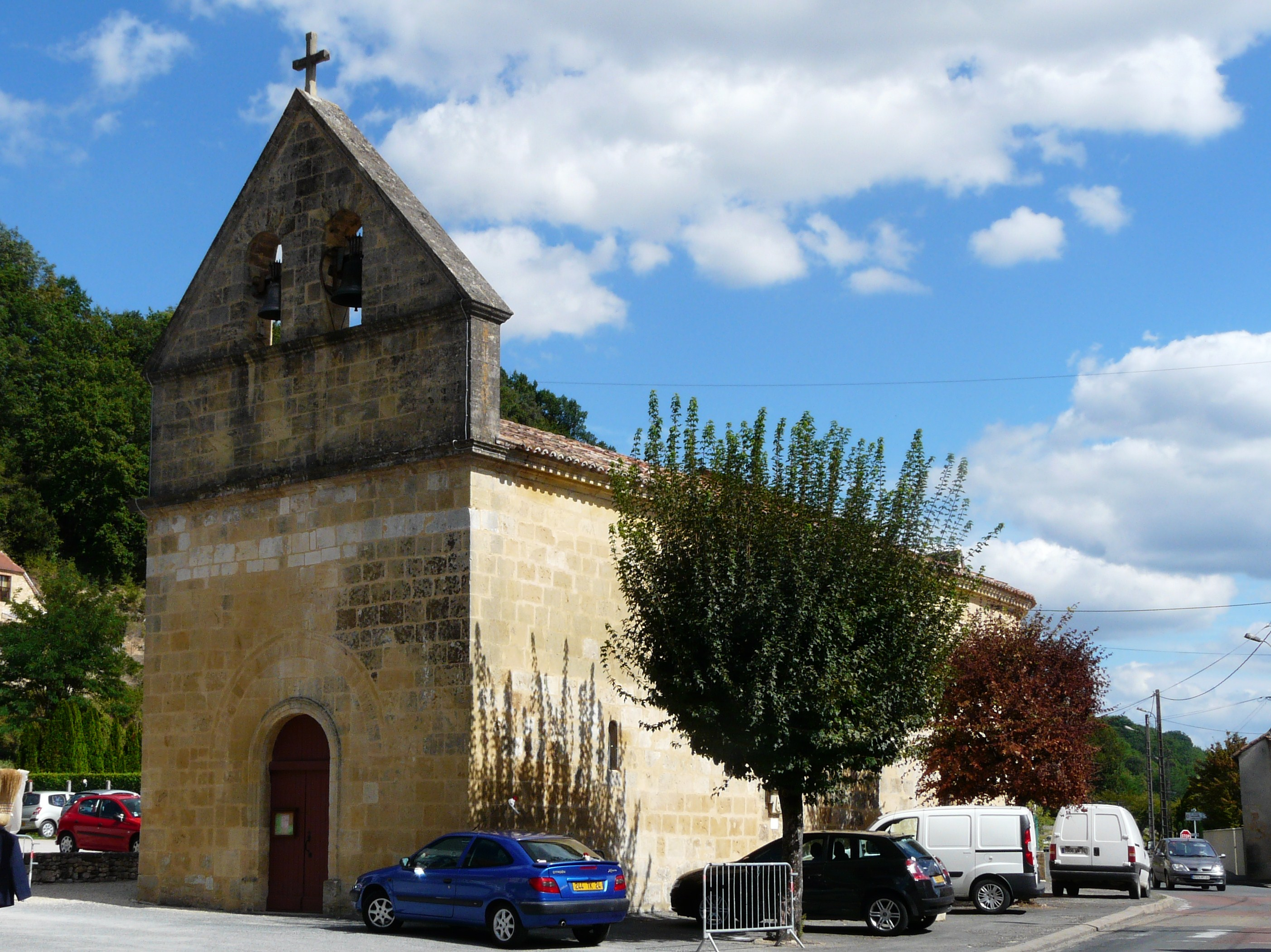
Pfarrkirche Saint-Caprais

## Wirtschaft und Infrastruktur

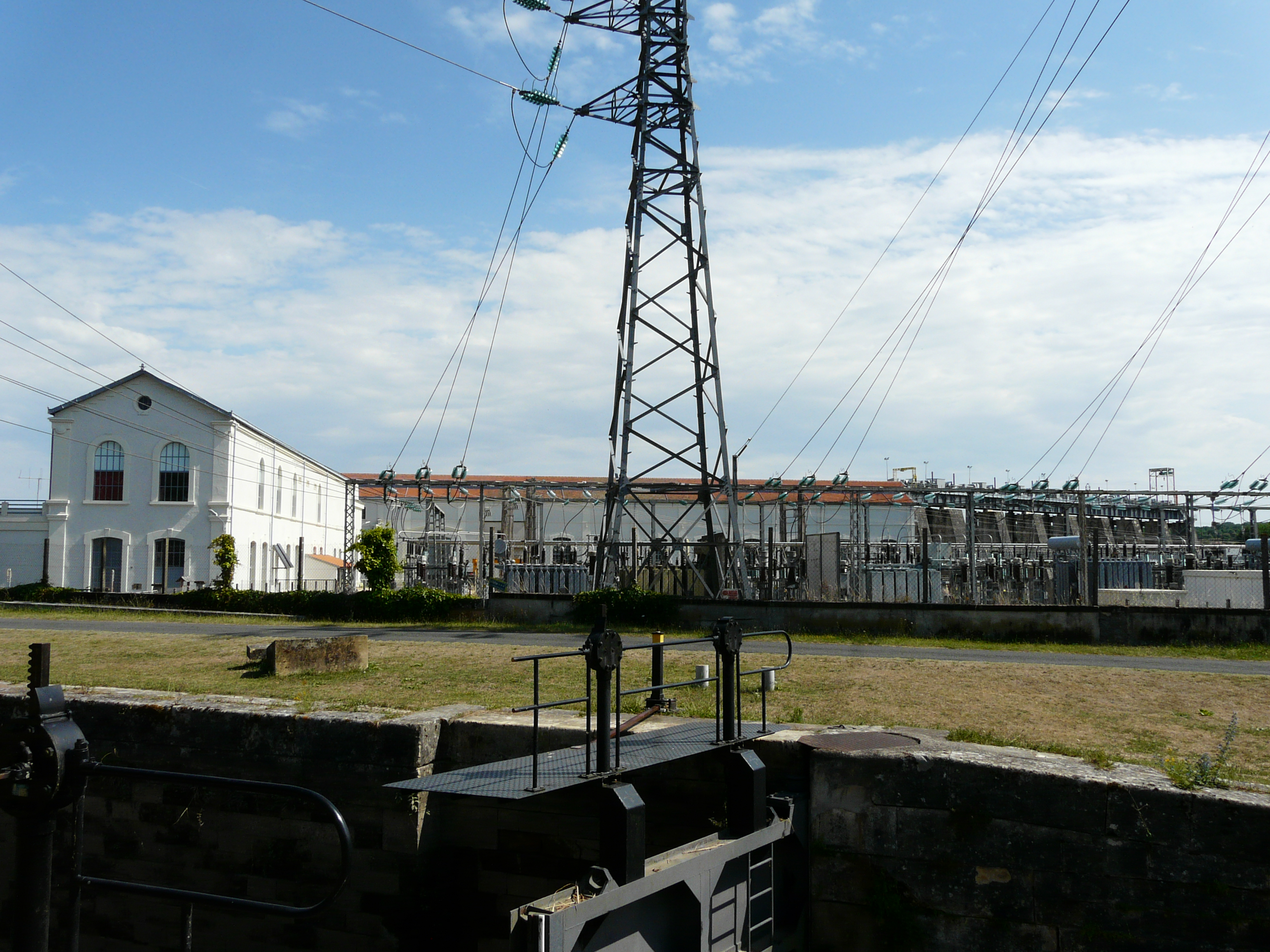
Wasserkraftwerk

Die geografische Lage am Fluss bedingt den Schwerpunkt der Wirtschaft der Gemeinde auf Handel, Transport und Dienstleistungen. Das Wasserkraftwerk Tuilières befindet sich ganz im Westen des Gemeindegebiets.

### Bildung
Die Gemeinde verfügt über eine öffentliche Vorschule mit 44 Schülerinnen und Schülern im Schuljahr 2018/2019.

### Verkehr

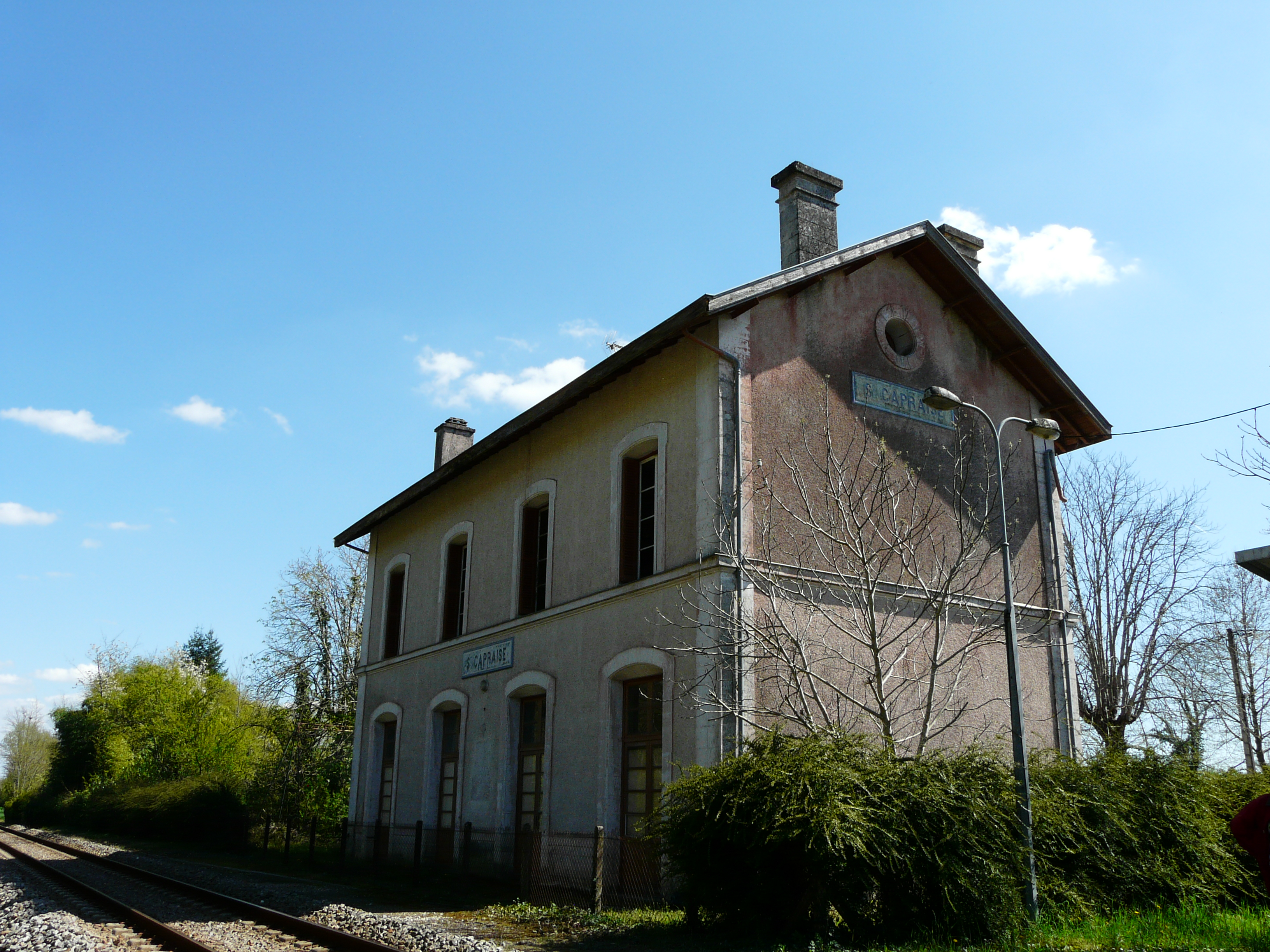
Ehemaliges Bahnhofsgebäude in Saint-Capraise-de-Lalinde

Saint-Capraise-de-Lalinde ist erreichbar über die Route départementale 660, die ehemalige Route nationale 660, die hier die Verkehrsachse Bergerac–Sarlat-la-Canéda bildet.
Die Linie 26 des TER Aquitaine, eine Regionalbahn der staatlichen SNCF, bedient die Strecke von Bordeaux nach Sarlat-la-Canéda. Sie durchquert das Gebiet der Gemeinde ohne Halt in Saint-Capraise-de-Lalinde. Der nächste Haltepunkt befindet sich in Couze-et-Saint-Front.